# ام‌وی آنکونا
ام‌وی آنکونا (به انگلیسی: MV Ancona) یک کشتی است. این کشتی در سال ۱۹۶۶ ساخته شد.